# Hibiscus schweinfurthii
Hibiscus schweinfurthii är en malvaväxtart som beskrevs av Gürke. Hibiscus schweinfurthii ingår i Hibiskussläktet som ingår i familjen malvaväxter. Inga underarter finns listade i Catalogue of Life.